# Cesare Battisti
Cesare Battisti (Cisterna di Llatina, 18 de desembre de 1954) és un escriptor i militant comunista revolucionari italià que va dur a terme accions armades durant els anomenats «anys de plom».

## Biografia
Membre del grup d'extrema esquerra Proletaris Armats pel Comunisme (PAC), Battisti va ser condemnat a cadena perpètua per quatre homicidis (de dos d'ells en va ser l'autor material i dels altres dos en va ser còmplice), així com per diversos delictes relacionats amb la lluita armada. Es va escapolir el 1981 i va passar la primera part de la seva etapa clandestina a Mèxic i a l'Estat francès, on es va beneficiar de la Doctrina Mitterrand, es va casar i va tenir dues filles, a més d'obtenir la naturalització que després li va ser revocada.
L'any 2004 va arribar a Brasil, on va ser detingut el 2007 i va romandre en una presó de Brasília fins al 9 de juny de 2011. El 31 de desembre de 2010, el president brasiler Luiz Inácio Lula da Silva va anunciar el rebuig a l'extradició a Itàlia i li va concedir el dret d'asil i el visat permanent. Aquesta mesura va ser ratificada el 8 de juny de 2011 la següent presidenta del Brasil, Dilma Rousseff, que va argumentar que a Itàlia podria sofrir «persecució a causa de les seves idees». Així, doncs, Battisti va ser excarcerat i va romandre en llibertat fins al 12 de març de 2015, dia en el qual va ser arrestat de nou després de l'anul·lació del seu permís de residència, tot i ser alliberat poc després. A l'octubre de 2017 va ser una altra vegada arrestat a la frontera amb Bolívia i alliberat de nou.
Segons la llei brasilera, els crims comesos per Battisti van prescriure el 2013. Va tenir un fill amb una dona brasilera el mateix any i es va casar amb una altra ciutadana del Brasil el 2015, fet que impediria la seva extradició segons l'Estatut de l'Estranger vigent al país sud-americà. Contra l'extradició es van posicionar diversos intel·lectuals, com Gabriel García Márquez, Bernard-Henri Lévy, Daniel Pennac, Tahar Ben Jelloun, Valerio Evangelisti i, a títol personal, alguns membres sud-americans d'Amnistia Internacional.
No obstant això, el desembre de 2018 el president Michel Temer va signar el decret d'extradició de Battisti a Itàlia. Va ser detingut el 12 de gener de 2019 a Santa Cruz de la Sierra, a Bolívia, i va ser lliurat a la Interpol per a la seva extradició a Roma.

## Obres
Des dels anys noranta es va dedicar a la literatura, concretament a la novel·la negra i d'inspiració autobiogràfica.
En italià
- Travestito da uomo, Granata Press, Bologna, 1993 (Les habits d'ombre, Gallimard, Parigi, 1993)
- L'orma rossa, Einaudi, 1999 (L'ombre rouge, Gallimard, Parigi, 1995)
- L'ultimo sparo. Un «delinquente comune» nella guerriglia italiana, introducció de Valerio Evangelisti, Derivi-Approdi, Roma, 1998 (Dernières cartouches, Joelle Losfeld, Parigi, 1998)
- Avenida Revolución, Nuovi Mondi Mitjana, Ozzano nell'Emilia, 2003 (Avenida Revolución, Rivages, Parigi, 2001)
- Faccia al muro, DeriveApprodi, Roma, 2012 (Face au mur, Parigi, Flammarion, 2012) 285 p. ISBN 978-2-08-127998-8

En francès
- Nouvel an, nouvelle vie, Ed. Mille et une nuit, Parigi,1994
- Buena onda, Gallimard, Parigi, 1996
- Copier coller, Flammarion, Parigi, 1997. Romanzo per ragazzi
- J'aurai ta Pau, Balene, Parigi, 1997 (nella sèrie "Le Poulpe")
- Naples, Eden Production, Parigi, 1999. Raccolta di cinque racconti di Cesare Battisti, Jean-Jacques Busino, Carlo Lucarelli, Jean-Bernard Pouy i Tito Topin
- Jamais plus sans fusell, du Masque, Parigi, 2000
- Terres brûlées, (curatore), Rivages, Parigi, 2000
- Le cargo sentimental, Joelle Losfeld, Parigi, 2003
- Vittoria, Eden Production, Parigi, 2003
- L'eau du diamant, du Masque, Parigi, 2006
- Ma cavale, Grasset/Rivages, Parigi, 2006 (amb prefaci de Bernard-Henri Lévy i postfaci de Fred Vargas)

En portuguès
- Ser bambu, WMF Martins Fontes, 2010